# Hydatostega cerutias
Hydatostega cerutias är en tvåvingeart som först beskrevs av Friedrich Hermann Loew 1872.  Hydatostega cerutias ingår i släktet Hydatostega och familjen styltflugor. Inga underarter finns listade i Catalogue of Life.